# 锡比洛伊国家公园
锡比洛伊国家公园（Sibiloi National Park）是肯尼亚北部的一座国家公园，位于图尔卡纳湖东北岸。为了保护当地野生动物和古生物学遗址，肯尼亚政府于1973年建立该保护区，面积1570 km²。锡比洛伊国家公园因化石闻名世界，1997年与周边地区以图尔卡纳湖国家公园之名共同列入联合国教科文组织世界遗产名录。